# موزه تروپن

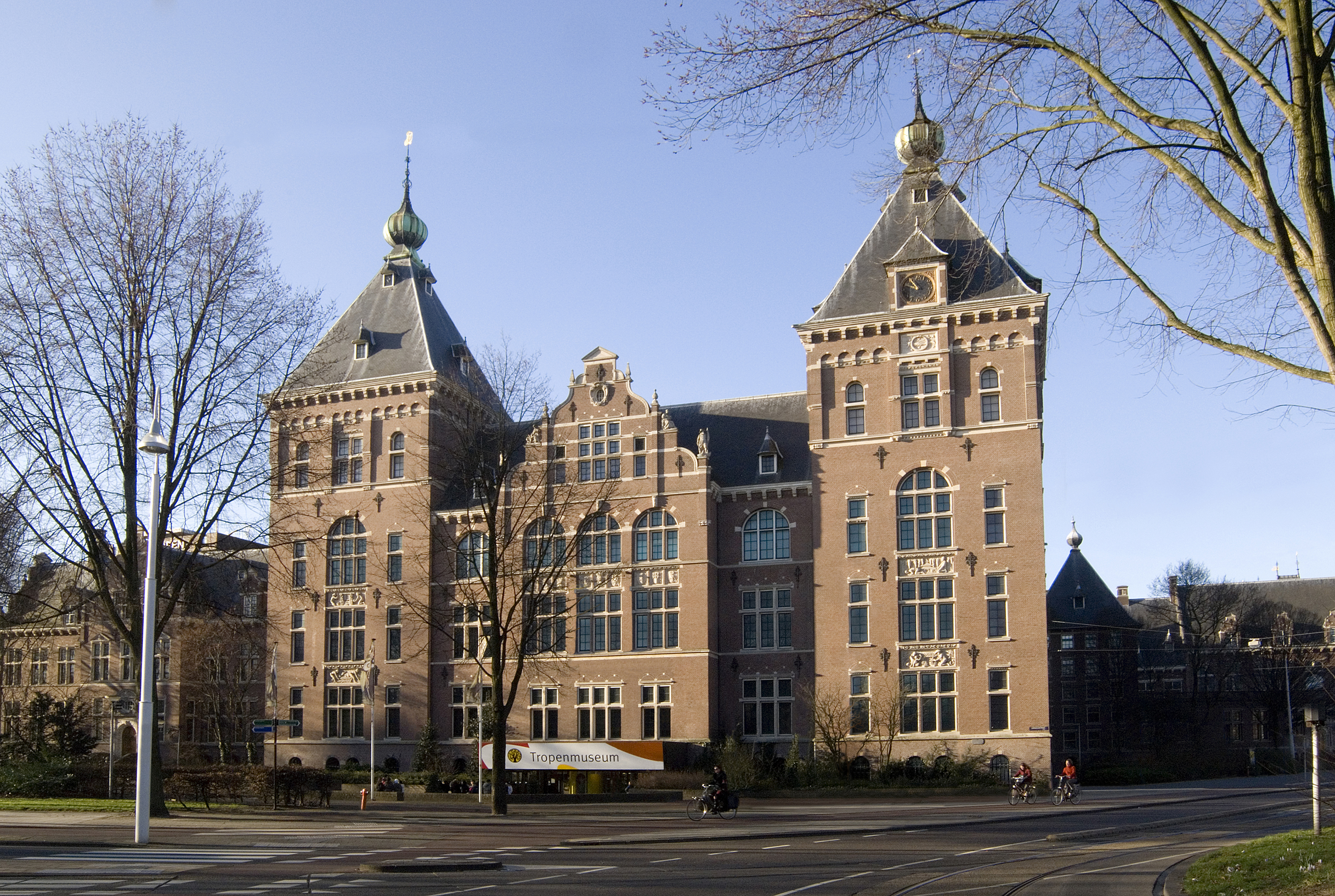
موزه تروپن در آمستردام

موزه تروپن (هلندی: Tropenmuseum) یکی از موزه‌های فعال در آمستردام، پایتخت هلند و از مهم‌ترین موزه‌های مردم‌شناسی در اروپا است.
فعالیت‌های موزه بیش‌تر در زمینه علوم انسانی و اجتماعی و شناخت جوامع مناطق گوناگون جهان به ویژه آسیا، آفریقا و آمریکای لاتین است. در بخش‌هایی از موزه، محیط زندگی در مناطق مورد نظر، بازسازی شده‌اند. از مجموعه موجود در این موزه به‌عنوان «گنجینه پنهان در آمستردام» یاد شده‌است.

## پیشینه
موزه تروپن که نام آن به‌معنای مناطق گرمسیری (Tropical) است در اصل در سال ۱۸۴۸ در شهر هارلم در هلند بنیان نهاده شد، ولی در سال ۱۹۱۰ به آمستردام انتقال داده شد. این موزه اکنون بخشی از بنیاد سلطنتی مناطق گرمسیری در هلند، موسوم به «کیت» (KIT) است.

## نمایشگاه‌های دایمی و دوره‌ای

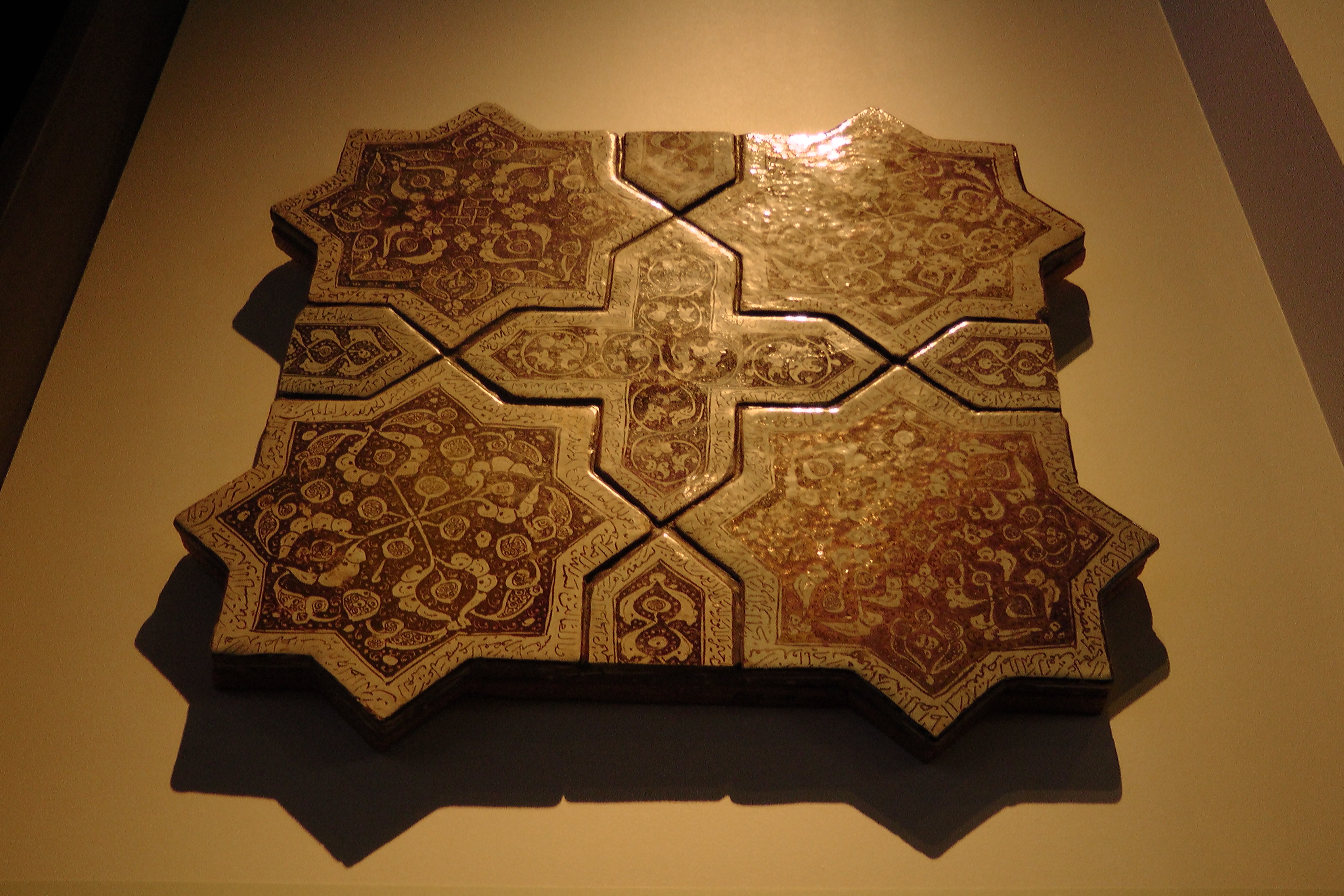
سرامیک ایرانی از دوره سلجوقی در نمایشگاهی در موزه تروپن

این موزه علاوه بر نمایشگاه‌های دائمی مانند نمایشگاه سازهای موسیقی جامعه غرب آسیا و … هر چند وقت یک‌بار محل برگزاری نمایشگاه‌های موقتی نیز است. از جمله نمایشگاه هنر اسلامی در سال ۲۰۱۳ که دربرگیرنده آثاری از هنر ایران در دوره اسلامی نیز بود.